# 幻海
幻海（げんかい）は、漫画およびそれを原作としたアニメと映画『幽☆遊☆白書』に登場する架空の人物。担当声優は京田尚子、少女時代の担当声優は林原めぐみ。

## 人物
人間界でも5本の指に入る霊能力者にして、人体に宿る霊力を活用する武術・霊光波動拳の高名な使い手。視力は6.0で読唇術を心得ている。70歳前後の様子で生涯独身。
厳格で覇気も凄まじいが、思いやりもある人物。浦飯幽助の師でもあり、幻海ばあさんと呼ばれている。幽助を罵倒・一喝することも多いが師弟の絆は強く、幽助を導いていった。
若返った時は幽助たちを始め、人間を憎む妖怪たちですら見惚れるほどの美少女だった。
流行ものには結構敏感らしく、TVゲームが得意（本人いわく「伊達に暇人をやっていない」、アニメでは「伊達に年を取って無いよ」）。後継者選考でも業務用ゲーム機のような霊力測定機を使用（従来の業務用ゲーム機同様に100円を入れないと使用することはできない）。他にも趣味で多数の筐体を自宅に置いている。格闘ゲームでは幽助相手に50戦全勝、天沼の領域内でのシューティングゲームでは原作ではノーミスでクリアしたことしか書かれていないが、アニメ版では内容が細かく描写され海藤や天沼が驚愕するほどの神業を見せてクリアしていた。アニメ版第10話では喫煙するシーンもある。
霊能力者としては有名であり、後継者の選考会でも多数の霊能者が訪ねる他、本格的に霊気を操る前の桑原や海藤、城戸などの霊的現象に関わる人々が相談に訪ねており、世間でもそれなりに名が通っている。指導者としても優れ、幽助は勿論のこと、蔵馬の依頼で6人の妖怪を短期間でS級妖怪に成長させている。
第2回キャラクター人気投票では第7位、連載終了後の誌上企画では第19位にランク入りしている。
名前の由来は作者の冨樫曰く「音からきたと思います」とのこと。

### 来歴
死期が近いことを悟ったことから霊光波動拳の後継者を決めるために開催した幻海師範門下生大選考会で後の弟子である幽助、暗黒武術会のチームメイトとなる桑原と出会う。優勝者である幽助に霊力の使用法を叩き込むが幽助が自主的ではなかったこともあり、最初の修行期間は1か月で終わる。暗黒武術会に向けての2度目の修行の際は幽助が打倒戸愚呂弟を決意し、自主的に望んだため、幻海も以前より厳しく指導し、アニメ版では2度目の修行のシーンも描かれた。
かつて、50年前に開催された暗黒武術会にゲストとして、戸愚呂たちと共に出場して優勝。戸愚呂とは恋人未満な関係だったようだが大会後に戸愚呂が妖怪化したことで袂を分かつ。優勝時の望みは「二度と大会に呼ばれないこと」だったが幽助が戸愚呂の手でゲストに選ばれたことから自身も浦飯チームの一員として、50年ぶりに参加。当初は霊波動で若返った状態から覆面を被り、覆面戦士として活動。修業を終えた後の幽助と共に桑原たちに合流するが当初は幽助にも正体を隠しており、一言も喋らなかった。大会2日目において、幽助が霊丸を撃てなくなった理由を説明する際初めて喋り、翌日のDr.イチガキチームとの試合において、若返っている状態での素顔を晒した。覆面をした理由は「自身の命を狙っている妖怪たちに自分の存在を見せたくなかったため」とのこと。
大会においては成長途上の幽助らを助けると共に出場した試合には全て勝利している。準決勝を前に幽助に正体を明かし、霊光玉を継承させた。しかし、霊光玉を作り出したことで自身の霊力を大幅に消耗し、霊波動による若返りが出来なくなる。死々若丸との戦いで覆面を切り裂かれて素顔を晒され、2回戦とは異なる老いた表情が露わになったことで「覆面を利用して、規定以上の数で選手を出している」と思われ、観客から「死刑」と野次を飛ばされるが、戸愚呂弟の説明で若返った状態の本来の姿にして、幻海であることを会場にいる全員に知られる。
暗黒武術会の決勝前に戸愚呂との決闘に挑むが80%の戸愚呂の前に為す術がなく、パンチで腹部を貫かれて敗北。直後に現れた幽助に看取られながら息を引き取る。だが、戸愚呂から「浦飯チームが優勝したときの願いは幻海の復活だろう」と助言を受けたコエンマの手で亡骸は冷凍保存され、優勝した浦飯チームの願いという形で復活を果たす。
その後は幽助たちや人間たちの霊障問題、さらには妖怪たちの相談役を続け、魔界の扉事件においても人間たちに起きた異変を察知し、相談役として大きく助力していた。魔界大戦においては蔵馬の依頼を受けて、酎、鈴駒、凍矢、陣、死々若丸、鈴木の6人を指導し、彼らを成長させた。魔界統一後に起きた審判の門事件直後に天寿を全うして逝去。葬儀は幽助たちの手で行われ、遺言状には「自宅周辺の広大な山林を人間と妖怪が共存できるような場所にしてほしい」という内容が記されていた。アニメでは最終回の時点でも生存しており、遺言については、訪ねてきた桑原たちに直接伝えた。後に「25周年記念Blu-ray BOX 魔界編」の特典映像にact.174をアニメ化した「のるか　そるか」において直接の明言はないが原作同様にプーに乗り移り幽助を叱咤し、その後登場しないことから亡くなったと思われる。

## 能力
基本的に幽助と同じ技も使えるが、さらに様々な技が使える。戸愚呂弟をもってして「対妖気の技術戦で勝つのは至難」と言わしめている。霊力を高めると細胞が活性化し、一時的に若かったころ（本人いわく、肉体の全盛期たる20歳前後）の姿に戻ることができる。霊力を使った技は強力。なお、霊光玉を受け入れるため肉体的にも人間としては凄まじく鍛えあげられており、弱いレベルの妖怪であれば霊力を使わずに叩き伏せることができる。
霊丸（レイガン）
幽助と同じく、指先に霊気を集中して放つ弾丸。1日に何発撃てるのかは不明。劇中では、幽助に覆面戦士の正体であることを明かした際に初使用。幽助が霊丸で破壊した岩よりも大きな岩を霊波動で若返った状態で放って破壊した。戸愚呂弟との戦いでは幽助に霊光玉を託したことで霊気の大半を失っており、3発しか撃てない状態で使用。1発目は間合いの問題から狙いが心臓から逸れるも、45%状態の戸愚呂弟の左腕を貫く。2発目は80%状態になって左腕も再生した戸愚呂弟に左手だけで受け止められてしまう。3発目は限界まで霊力を高めて若返った状態で放ったが、戸愚呂弟に傷一つつけることもできず、敗北した。
霊光弾（れいこうだん）
幽助に教えたのと同じ技で拳に霊気を集中して放ち、飛び道具のショットガンとしても使用可能。劇中では、首縊島船上バトルロイヤルで使用し、集中攻撃を仕掛けてきた対戦相手をショットガンとして使って、一掃した。なお、幻海は霊光弾とショットガンを区別化して呼んではいない。
霊光波動拳 修の拳・奥義 光浄裁（れいこうはどうけん しゅうのけん おうぎ こうじょうさい）
技を受けた相手が悪の心を持つなら死を与え、善の心を持つなら、その身を浄化するが、相当な霊力を消耗する上に決めることが難しい。劇中では、Dr.イチガキチームとの試合で操血瘤戦士3人を救うべく、20年ぶりに使用。
霊光鏡反衝（れいこうきょうはんしょう）
波長を合わせることで、相手の発した妖気・霊気を取り込み、跳ね返す。死々若丸の爆吐髑触葬と死々若丸本人を破った（アニメ版では1回目の攻撃から立ち上がった死々若丸に再度放って勝利）。
霊光玉（れいこうぎょく）
霊気を極限まで凝縮したエネルギー球で霊光波動拳の継承者の証。対象者に受け入れるだけの器がなければ、再起不能・精神破壊・死を招く。
暗黒武術会において、力を付けていくも戸愚呂弟に勝てるほどではないことを察した幻海は準決勝前に幽助に最大の試練として与え、幽助は2日間（2日目は準決勝）苦しみながらも分身のプーを救いたい一心で霊光玉を克服した。継承前、幻海は「今のお前が、これを受け入れるのは素質があっても10年早い」と評しており、アニメ版では、幻海の手で一度は霊光玉は回収されたが、幽助は奪い返すと再び自身の体内に埋め込むシーンも描かれた。
皮肉にも、伝承者となった幽助は魔族に転生してしまったため、再び霊光玉を取りだして次の者に渡せるかどうかは不明である。
修の行 呪霊錠（しゅうのぎょう じゅれいじょう）
特殊な霊気で作る枷。相当な霊気を動員しなければ動けず、着けていると底力がつく。解放するには「開（アンテ）」という合言葉を用いる。幻海は「霊力養成ギブス」と例え、幽助は「鉛でできたバネ」と例えた。幽助は霊光玉を授かる前に両腕・両足に付けさせられ、霊気をフルに使うことで動けるようになった。幻海から「ギリギリまで外すな」と念を押されており、その言葉を守って戸愚呂との決勝戦で最初の霊丸が通用しなかったことを知るまで外さなかった。アニメ版では解放した直後に放出された霊気が鳥のような形状（後のプー成体に酷似）になった。
治療術
霊波動を用いた治療。少林に全身の骨を砕かれた桑原を治療する際に用いた。
幻海曰く「本来あたしの霊波動はこういう使い方をするもの」とのことで、霊光波動拳は元々戦闘用の力よりも、治癒に重点を置いたものであるらしい。
魂を戻す術
何らかの力で肉体から離れた魂を肉体に戻す術。禁句の力で魂が離れてしまった海藤は2回もこの術で助かっている。